# Salmophasia
Salmophasia és un gènere de peixos de la família dels ciprínids i de l'ordre dels cipriniformes.

## Taxonomia
- Salmophasia acinaces (Valenciennes, 1844)
- Salmophasia bacaila (Hamilton, 1822)[2]
- Salmophasia balookee (Sykes, 1839)[3]
- Salmophasia belachi (Jayaraj, Krishna Rao, Ravichandra Reddy, Shakuntala & Devaraj, 1999)[4]
- Salmophasia boopis (Day, 1874)[5]
- Salmophasia horai (Silas, 1951)[6]
- Salmophasia novacula (Valenciennes, 1840)[7]
- Salmophasia orissaensis (Banarescu, 1968)[8]
- Salmophasia phulo (Hamilton, 1822)[9]
- Salmophasia punjabensis (Day, 1872)[10]
- Salmophasia sardinella (Valenciennes, 1844)[11]
- Salmophasia sladoni (Day, 1870)[12]
- Salmophasia untrahi (Day, 1869)[13][14][15][16][17][18]